# أندرسون باريديس
أندرسون باريديس (بالإسبانية: Anderson Paredes) (27 مارس 1984 في كولومبيا - ) هو لاعب كرة قدم كولومبي في مركز الهجوم. لعب مع ديبورتيفو باستو وديبورتيفو كالي وديبورتيفو بيريرا وأتلتيكو كالي.

## وصلات خارجية
- أندرسون باريديس على موقع قاعدة بيانات كرة القدم.إي يو (الإنجليزية)